# Claudia Ciesla

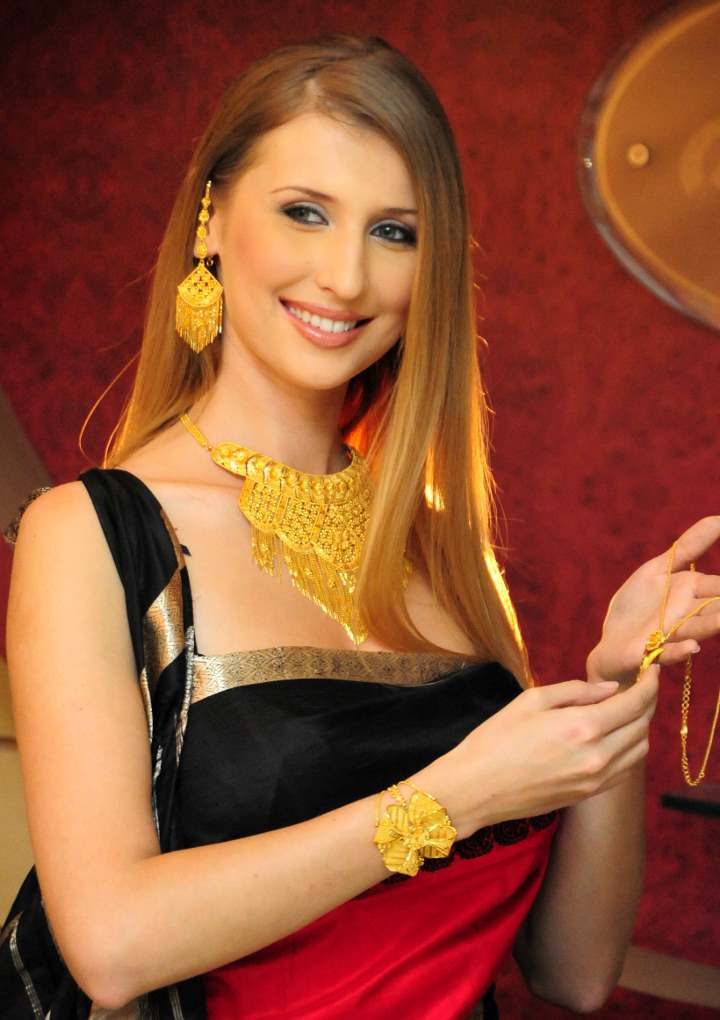
Claudia Ciesla in Kalkutta, 2008.

Claudia Ciesla (* 12. Februar 1987 in Wodzisław Śląski)  ist eine deutsche Filmschauspielerin  und Fotomodel.

## Werdegang

### Fotomodel
Bereits im Alter von 15 Jahren begann Ciesla ihre Karriere als Fotomodel. Ihre erste Fotostrecke erschien im Jahr 2005 in der Zeitschrift  Maxim. Ein Jahr später wurde sie Siegerin des Internet-Wettbewerbs Germany’s Super Girl, der von Auto Bild und Bild organisiert wurde. Danach erschien sie mit freizügigen Fotos in der Tageszeitung abgebildet, die sie als Busenwunder feierte. Ebenfalls erschienen Fotos in dem Herrenmagazin Matador sowie in der englischen Boulevardzeitung The Sun.
In Damüls (Österreich) wurde Claudia Ciesla zur Schneekönigin der Wintersaison 2007/2008 gekürt.

### Film und Fernsehen
Im deutschen Fernsehen hatte Ciesla bisher keine nennenswerten Rollen. Überaus populär ist sie in Indien. So spielte sie im August 2008 die weibliche Hauptrolle im deutsch-indischen Film Ki Jana Pardes. Bereits im Vorfeld war sie in dem Bollywood-Film Karma zu sehen. Zahlreiche Erwähnungen in der indischen Boulevard- und Tagespresse sowie weitere schauspielerischen Tätigkeiten folgten. Im Oktober 2009 nahm Ciesla an der 3. Staffel der indischen Celebrity TV Show BIGG BOSS teil. Ende November 2009 erhielt sie in Neu-Delhi einen der Karmaveer Puraskar-Preise, sie wurde damit für ihr soziales Engagement für indische Straßenkinder ausgezeichnet.
Im Dezember 2010 nahm Ciesla an der Endemol TV-Show Total wipeout, die indische Celebrity Version von Zor Ka Jhatka mit dem indischen Superstar Shahrukh Khan als Moderator, teil. In Deutschland gibt es mit WipeOut – Heul nicht, lauf! ein ähnliches Fernsehformat. Die TV-Show endete am 25. Februar 2011, wobei Ciesla nach dem Gewinner Kushal Punjabi mit 51 Sekunden Rückstand den 2. Platz belegte.
Seit 2017 moderiert sie bei dem indischen Privatsender Tata Play verschiedene Sendungen und Talk-Shows zu den Themen Ernährung, Fitness und Lifestyle. Ein Ratgeber mit dem Titel Keep Eating Keep Losing: Weight-Loss Secrets erschien 2016 bei dem Verlag Om Books International.

### Musik
2007 war Claudia Ciesla Finalistin beim Alpen Grand Prix mit dem Lied Mir ziagt koaner’s Dirndlgwandel aus. Die Maxi-CD wurde von Pickwick-Records im August 2008 veröffentlicht. 2008 kam Ciesla erneut in das Finale des Alpen Grand Prix, diesmal mit dem Lied Manege frei. 2009 veröffentlichte Claudia Ciesla weitere Pop Songs, Boy, I need u sowie US Pop Diva - Love Me Baby, bei dem Hamburger Musiklabel MVrecords.

## Filmografie
- 2008: Karma: Crime. Passion. Reincarnation
- 2008: 10:10
- 2008–2010: Outsiders in Palermo (Fernsehserie)
- 2012: Yaar Pardesi
- 2012: Khiladi 786
- 2014: Desi Kattey
- 2016: Kyaa Kool Hain Hum 3

## Belege
Karmaveer Noble Laureates 2009-10 (Memento vom 26. April 2010 im Internet Archive)
1. ↑  Claudia geht mit Engländern fremd auf bild.de
2. ↑  deccanchronicle.com
3. ↑  startupnews.fyi

| Personendaten    | Personendaten                             |
| ---------------- | ----------------------------------------- |
| NAME             | Ciesla, Claudia                           |
| ALTERNATIVNAMEN  | CClaudia (Pseudonym)                      |
| KURZBESCHREIBUNG | deutsche Filmschauspielerin und Fotomodel |
| GEBURTSDATUM     | 12. Februar 1987                          |
| GEBURTSORT       | Wodzisław Śląski, Polen                   |